# سیسترون
سیسترون هي بلدية فرنسية تقع في إقليم ألب البروفنس العليا في ألب كوت دازور جنوب شرق فرنسا،تقع البلدية على ضفاف نهر دورانس.